# Hubert Houben
Hubert Houben (ur. 24 lutego 1898 w Goch, zm. 9 listopada 1956 w Krefeld) – niemiecki lekkoatleta (sprinter), wicemistrz olimpijski z 1928.
Zdobył srebrny medal w sztafecie 4 × 100 metrów na igrzyskach olimpijskich w 1928 w Amsterdamie. Sztafeta niemiecka biegła w składzie: Georg Lammers, Richard Corts, Houben i Helmut Körnig. Houben startował również w biegu na 100 metrów, w którym odpadł w półfinale.
2 września 1928 w Berlinie był członkiem sztafety 4 × 100 metrów, która ustanowiła rekord świata czasem 40,8 s (biegła w składzie: Arthur Jonath, Corts, Houben i Körnig). Houben wyrównał rekord świata w biegu na 100 metrów, osiągając wynik 10,4 s 4 września 1927 w Hanowerze, jednak nie został on oficjalnie uznany przez IAAF.
Był mistrzem Niemiec w biegu na 100 metrów w latach 1921-1924 oraz wicemistrzem w 1927 i 1928, mistrzem w biegu na 200 metrów w latach 1921-1923 oraz brązowym medalistą w 1928, a także mistrzem w sztafecie × 100 metrów w 1924. Zdobył również mistrzostwo Wielkiej Brytanii (AAA) w biegu na 220 jardów w 1927.
Był rekordzistą Niemiec w biegu na 200 metrów z czasem 21,5 s, osiągniętym 21 września 1924 w Augsburgu, a także dwukrotnym rekordzistą w sztafecie × 100 metrów.